# Басутоленд
Басу́толенд (официально — Территория Басутоленд) — британская коронная колония в Южной Африке, провозглашённая в 1884 году и разделённая на семь административных районов.
4 октября 1966 года Басутоленд объявил о своей независимости от Великобритании в качестве королевства Лесото.

## История
В первой половине XIX века территорию будущего Басутоленда занимало африканское вождество народа басуто во главе с вождём Мошвешве I. С конца 1830-х годов участились случаи столкновений между африканцами и бурами, а также англичанами. Пользуясь ослаблением басуто в борьбе с бурами, 12 марта 1868 года англичане объявили свой протекторат над землями басуто. 14 августа 1871 года, после смерти в 1870 году верховного вождя Мошвешве, они были присоединены к Капской колонии. 18 марта 1884 года, после восстания басуто 1880—1881 годов, спровоцированного попыткой британских властей конфисковать у них огнестрельное оружие, Великобритания объявила о восстановлении Басутоленда в качестве самостоятельного колониального владения.
30 апреля 1965 года Басутоленду была предоставлена автономия в рамках протектората. 
4 октября 1966 года Басутоленд получил независимость как королевство Лесото.

## Инфраструктура
Басутоленд был одной из наименее развитых британских колоний с аграрным укладом жизни и отсутствием развития промышленности. Значительная часть населения его территории — порядка 80 % человек — работала на  фермах белых южноафриканцев, а также на рудниках и плантациях за пределами Басутоленда.
Земледелие и скотоводство были основными занятиями жителей колонии. На территории Басутоленда (всего обрабатывалось около 12 % площади) выращивались пшеница, кукуруза, сорго, бобы и другие злаковые культуры, а также разводились овцы и крупный рогатый скот. Передвижение в пределах Басутоленда осуществлялось с помощью вьючного транспорта.

## Образование
К моменту получения независимости Басутоленд отличался одним из самых высоких уровней грамотности в Африке, но уровень образования большинства жителей ограничивался несколькими классами. На момент обретения независимости в протекторате было 1100 начальных и лишь 20 средних школ (в последних в 1962 году обучались только 1500 человек).